# Registrul național al monumentelor de for public din Republica Moldova
Registrul național al monumentelor de for public este un registru de monumente ale patrimoniului cultural care cuprinde 101 bunuri culturale din Republica Moldova. A fost aprobat prin Legea nr. 148 din 20 iulie 2018. A nu se confunda cu Registrul arheologic național sau cel al monumentelor ocrotite de stat, care sunt liste întocmite în baza unor legi separate. De asemenea, este diferit de Registrul monumentelor istorice de importanță locală din Chișinău, care este elaborat și aprobat în mod independent de către autoritățile locale ale municipiului.

## Lista
Lista completă este menținută și actualizată periodic de Ministerul Culturii din Republica Moldova, dar înainte ca modificările să intre în vigoare acestea trebuie să fie aprobate de Parlament. Această listă este menită să cuprindă și actualizările ulterioare.
| Localitate                                               | Localizare | Denumire                                                                                    | Datare                       | Cod           | Imagine                 |
| -------------------------------------------------------- | --- | ------------------------------------------------------------------------------------------- | ---------------------------- | ------------- | ----------------------- |
| Municipiul Chișinău                                      | |                                                                                             |                              |               |                         |
| Chișinău                                                 | bd. Ștefan cel Mare și Sfânt (la intersecție cu str. Mitropolit G. Bănulescu-Bodoni) | Statuia lui Ștefan cel Mare și Sfânt                                                        | 1929                         | C-A-mc-001    | galerie \| Încarcă foto |
| Chișinău                                                 | bd. Ștefan cel Mare și Sfânt (în Grădina Publică „Ștefan cel Mare și Sfânt”) | Aleea Clasicilor Literaturii                                                                | 1957-1959                    | C-A-mc-002    | galerie \| Încarcă foto |
| Chișinău                                                 | bd. Ștefan cel Mare și Sfânt (în Grădina Publică „Ștefan cel Mare și Sfânt”) | 1. Bustul lui Vasile Alecsandri                                                             | 1957-1959                    | C-A-mc-002/1  | galerie \| Încarcă foto |
| Chișinău                                                 | bd. Ștefan cel Mare și Sfânt (în Grădina Publică „Ștefan cel Mare și Sfânt”) | 2. Bustul lui Gheorghe Asachi                                                               | 1957-1959                    | C-A-mc-002/2  | galerie \| Încarcă foto |
| Chișinău                                                 | bd. Ștefan cel Mare și Sfânt (în Grădina Publică „Ștefan cel Mare și Sfânt”) | 3. Bustul lui Dimitrie Cantemir                                                             | 1957-1959                    | C-A-mc-002/3  | galerie \| Încarcă foto |
| Chișinău                                                 | bd. Ștefan cel Mare și Sfânt (în Grădina Publică „Ștefan cel Mare și Sfânt”) | 4. Bustul lui Ion Creangă                                                                   | 1957-1959                    | C-A-mc-002/4  | galerie \| Încarcă foto |
| Chișinău                                                 | bd. Ștefan cel Mare și Sfânt (în Grădina Publică „Ștefan cel Mare și Sfânt”) | 5. Bustul lui Alexandru Donici                                                              | 1957-1959                    | C-A-mc-002/5  | galerie \| Încarcă foto |
| Chișinău                                                 | bd. Ștefan cel Mare și Sfânt (în Grădina Publică „Ștefan cel Mare și Sfânt”) | 6. Bustul lui Mihai Eminescu                                                                | 1957-1959                    | C-A-mc-002/6  | galerie \| Încarcă foto |
| Chișinău                                                 | bd. Ștefan cel Mare și Sfânt (în Grădina Publică „Ștefan cel Mare și Sfânt”) | 7. Bustul lui Bogdan Petriceicu Hasdeu                                                      | 1957-1959                    | C-A-mc-002/7  | galerie \| Încarcă foto |
| Chișinău                                                 | bd. Ștefan cel Mare și Sfânt (în Grădina Publică „Ștefan cel Mare și Sfânt”) | 8. Bustul lui Alexandru Hîjdeu                                                              | 1957-1959                    | C-A-mc-002/8  | galerie \| Încarcă foto |
| Chișinău                                                 | bd. Ștefan cel Mare și Sfânt (în Grădina Publică „Ștefan cel Mare și Sfânt”) | 9. Bustul lui Nicolae Milescu Spătarul                                                      | 1957-1959                    | C-A-mc-002/9  | galerie \| Încarcă foto |
| Chișinău                                                 | bd. Ștefan cel Mare și Sfânt (în Grădina Publică „Ștefan cel Mare și Sfânt”) | 10. Bustul lui Constantin Negruzzi                                                          | 1957-1959                    | C-A-mc-002/10 | galerie \| Încarcă foto |
| Chișinău                                                 | bd. Ștefan cel Mare și Sfânt (în Grădina Publică „Ștefan cel Mare și Sfânt”) | 11. Bustul lui Alecu Russo                                                                  | 1957-1959                    | C-A-mc-002/11 | galerie \| Încarcă foto |
| Chișinău                                                 | bd. Ștefan cel Mare și Sfânt (în Grădina Publică „Ștefan cel Mare și Sfânt”) | 12. Bustul lui Constantin Stamati                                                           | 1957-1959                    | C-A-mc-002/12 | galerie \| Încarcă foto |
| Chișinău                                                 | bd. Ștefan cel Mare și Sfânt (în Grădina Publică „Ștefan cel Mare și Sfânt”) | Bustul lui Alexandr Pușkin                                                                  | 1885                         | C-A-mc-003    | galerie \| Încarcă foto |
| Chișinău                                                 | bd. Ștefan cel Mare și Sfânt nr. 1 | Compoziția sculpturală „Eliberarea”⁠(d)                                                      | 1976                         | C-A-mc-004    | galerie \| Încarcă foto |
| Chișinău                                                 | bd. Ștefan cel Mare și Sfânt nr. 73 (pe fațada clădirii) | Placa comemorativă „100 de ani de la formarea detașamentelor voluntarilor bulgari, 1877”⁠(d) | 1980                         | C-A-mc-005    | galerie \| Încarcă foto |
| Chișinău                                                 | bd. Ștefan cel Mare și Sfânt nr. 132 (pe fațada clădirii) | Placa comemorativă a Tamarei Ciobanu                                                        | 1992                         | C-A-mc-006    | galerie \| Încarcă foto |
| Chișinău                                                 | bd. Ștefan cel Mare și Sfânt nr. 163 | Placa comemorativă a lui Toma Ciorbă                                                        | 1965                         | C-A-mc-007    | galerie \| Încarcă foto |
| Chișinău                                                 | str. Vasile Alecsandri nr. 4 | Compoziția sculpturală „Luptătorilor pentru Puterea Sovietică”                              | 1966                         | C-A-mc-008    | galerie \| Încarcă foto |
| Chișinău                                                 | str. 31 August 1989 nr. 98 (pe fațada laterală a sediului Uniunii Scriitorilor din Moldova) | Mozaic⁠(d)                                                                                   | 1975                         | C-A-md-009    | galerie \| Încarcă foto |
| Chișinău                                                 | str. 31 August 1989 nr. 121A (în curtea Muzeului Național de Istorie a Moldovei) | Compoziția sculpturală „Lupa Capitolina”                                                    | 1990                         | C-A-md-010    | galerie \| Încarcă foto |
| Chișinău                                                 | str. Hristo Botev nr. 2 | Compoziția sculpturală „Hristo Botev”⁠(d)                                                    | 1990                         | C-A-mc-011    | galerie \| Încarcă foto |
| Chișinău                                                 | str. Hristo Botev nr. 4 | Bustul lui Ștefan Neaga⁠(d)                                                                  | 1964                         | C-A-mc-012    | galerie \| Încarcă foto |
| Chișinău                                                 | str. Ion Creangă nr. 1 (pe fațada Universității Pedagogice de Stat „Ion Creangă”) | Altorelieful lui Ion Creangă⁠(d)                                                             | 1982                         | C-A-mc-013    | galerie \| Încarcă foto |
| Chișinău                                                 | str. Nicolai Dimo nr. 6 | Obeliscul „În memoria voluntarilor bulgari, 1877”⁠(d)                                        | 1966                         | C-A-mc-014    | galerie \| Încarcă foto |
| Chișinău                                                 | str. Ghioceilor nr. 1 (pe fațada unei clădiri a C.I.E. „Moldexpo”) | Basorelief-diptic cu subiecte agrare și zootehnice                                          | 1954                         | C-A-mc-015    | galerie \| Încarcă foto |
| Chișinău                                                 | șos. Hîncești nr. 230 (pe fațada motelului „Struguraș”) | Mozaic                                                                                      | 1965                         | C-A-mc-016    | galerie \| Încarcă foto |
| Chișinău                                                 | bd. Ștefan cel Mare și Sfânt nr. 152 (pe fațada clădirii auxiliare a Teatrului Național de Operă și Balet „Maria Bieșu”); până la restaurare – pe fațada clădirii din str. Kiev nr. 7, mun. Chișinău | Mozaic „Arta”⁠(d)                                                                            | 1974; restaurat în 2020-2022 | C-A-md-017    | galerie \| Încarcă foto |
| Chișinău                                                 | Piața Serghei Lazo (la intersecție cu bd. Decebal) | Statuia lui Serghei Lazo⁠(d)                                                                 | 1982                         | C-A-mc-018    | galerie \| Încarcă foto |
| Chișinău                                                 | str. Alexei Mateevici nr. 33 (pe fațada casei) | Placa comemorativă a lui Alexei Mateevici                                                   | 1992                         | C-A-mc-019    | galerie \| Încarcă foto |
| Chișinău                                                 | str. Matei Millo nr. 9, bl. 3 (pe fațada clădirii) | Mozaic⁠(d)                                                                                   | 1976                         | C-A-md-020    | galerie \| Încarcă foto |
| Chișinău                                                 | str. Muncești nr. 162A (pe fațada clădirii) | Mozaic⁠(d)                                                                                   | 1967                         | C-A-mc-021    | galerie \| Încarcă foto |
| Chișinău                                                 | bd. Constantin Negruzzi nr. 2 | Statuia ecvestră a lui Grigore Kotovski                                                     | 1954                         | C-A-mc-022    | galerie \| Încarcă foto |
| Chișinău                                                 | str. Calea Orheiului nr. 19 | Compoziția sculpturală „În memoria victimelor fascismului”                                  | 1982                         | C-A-mc-023    | galerie \| Încarcă foto |
| Chișinău                                                 | str. Anton Pann nr. 19 | Statuia lui Alexandr Pușkin                                                                 | 1973                         | C-A-mc-024    | galerie \| Încarcă foto |
| Chișinău                                                 | str. Alexandr Pușkin nr. 20A (pe fațada bisericii „Sf. Teodora de la Sihla”) | Placa comemorativă a lui Alexandru Bernardazzi⁠(d)                                           | 1981                         | C-A-mc-025    | galerie \| Încarcă foto |
| Chișinău                                                 | str. Petru Rareș nr. 49 (în scuar) | Bustul lui Mihail Orlov                                                                     | 1975                         | C-A-mc-026    | galerie \| Încarcă foto |
| Chișinău                                                 | bd. Renașterii Naționale nr. 33 (pe fațada edificiului Circului) | Compoziția sculpturală „Circ”                                                               | 1979                         | C-A-md-027    | galerie \| Încarcă foto |
| Chișinău                                                 | str. Mitropolit Varlaam nr. 75 (pe fațada casei) | Placa comemorativă a lui Alexandru Cosmescu                                                 | 1992                         | C-A-mc-028    | galerie \| Încarcă foto |
| Chișinău                                                 | bd. Grigore Vieru nr. 13 | Compoziția sculpturală „Eroii comsomolului leninist”⁠(d)                                     | 1959                         | C-A-md-029    | galerie \| Încarcă foto |
| Chișinău                                                 | bd. Grigore Vieru nr. 16 | Placa comemorativă a lui Liviu Deleanu⁠(d)                                                   | 1993                         | C-A-md-030    | galerie \| Încarcă foto |
| Municipiul Bălți                                         | |                                                                                             |                              |               |                         |
| Bălți                                                    | Piața Independenței | Statuia lui Ștefan cel Mare și Sfânt                                                        | 2004                         | B-A-mc-001    | galerie \| Încarcă foto |
| Bălți                                                    | Piața Vasile Alecsandri (pe fațada Teatrului Național „Vasile Alecsandri”) | Compoziția sculpturală „Teatru”⁠(d)                                                          | 1990                         | B-A-mc-002    | galerie \| Încarcă foto |
| Bălți                                                    | str. Alexandr Pușkin nr. 36 | Bustul lui Boris Glavan⁠(d)                                                                  | 1981                         | B-A-mc-003    | galerie \| Încarcă foto |
| Bălți                                                    | str. Alexandr Pușkin nr. 38 (în curtea Universității de Stat „Alecu Russo”) | Bustul lui Alecu Russo⁠(d)                                                                   | 1970                         | B-A-mc-004    | galerie \| Încarcă foto |
| Bălți                                                    | str. Ștefan cel Mare nr. 2 (pe fațada clădirii Gării auto) | Mozaicul „Salutare”⁠(d)                                                                      | 1972                         | B-A-md-005    | galerie \| Încarcă foto |
| Bălți                                                    | str. Ștefan cel Mare nr. 81 (în curtea Liceului Teoretic „Mihai Eminescu”) | Bustul lui Mihai Eminescu                                                                   | 1990                         | B-A-mc-006    | galerie \| Încarcă foto |
| Municipiul Bender                                        | |                                                                                             |                              |               |                         |
| Bender                                                   | str. acad. Fiodorov | Compoziția sculpturală „Memorialul feroviarilor”⁠(d)                                         | 1967                         | BD-A-mc-001   | galerie \| Încarcă foto |
| Raionul Anenii Noi                                       | |                                                                                             |                              |               |                         |
| Anenii Noi                                               | Piața 31 August 1989 | Bustul lui Mihai Eminescu⁠(d)                                                                | 1992                         | AN-A-mc-001   | galerie \| Încarcă foto |
| Varnița                                                  | str. Fedko nr. 5 | Obeliscul regelui suedez Carol al XII-lea⁠(d)                                                | 1924                         | AN-A-mc-002   | galerie \| Încarcă foto |
| Raionul Briceni                                          | |                                                                                             |                              |               |                         |
| Briceni                                                  | str. Independenței nr. 2 (pe fațada clădirii) | Mozaic⁠(d)                                                                                   | 1973                         | BR-A-md-001   | Încarcă foto            |
| Caracușenii Vechi                                        | lângă liceu | Bustul lui Constantin Stamati-Ciurea⁠(d)                                                     | 1993                         | BR-A-mc-002   | Încarcă foto            |
| Raionul Cahul                                            | |                                                                                             |                              |               |                         |
| Cahul                                                    | în parcul central | Bustul lui Ioan Viteazul⁠(d)                                                                 | 1991                         | CH-A-mc-001   | galerie \| Încarcă foto |
| Alexandru Ioan Cuza                                      | lângă Casa de cultură | Bustul lui Alexandr Suvorov⁠(d)                                                              | 1976                         | CH-A-mc-002   | Încarcă foto            |
| Badicul Moldovenesc                                      | extravilan | Obeliscul „Eroilor luptei de la Larga, 1770”⁠(d)                                             | 1914                         | CH-A-mc-003   | Încarcă foto            |
| Giurgiulești                                             | lângă liceu | Bustul lui Mihail Sadoveanu⁠(d)                                                              | 1991                         | CH-A-mc-004   | Încarcă foto            |
| Slobozia Mare                                            | lângă liceu | Bustul lui Mihai Eminescu⁠(d)                                                                | 1991                         | CH-A-mc-005   | Încarcă foto            |
| Raionul Călărași                                         | |                                                                                             |                              |               |                         |
| Onișcani                                                 | str. Ion Creangă (lângă grădinița de copii) | Bustul lui Ion Creangă⁠(d)                                                                   | 1990                         | CL-A-mc-001   | Încarcă foto            |
| Raionul Căușeni                                          | |                                                                                             |                              |               |                         |
| Căinari                                                  | str. Alexei Mateevici nr. 28 | Statuia lui Alexei Mateevici⁠(d)                                                             | 1992                         | CS-A-mc-001   | galerie \| Încarcă foto |
| Chițcani                                                 | în parc | Compoziția sculpturală „Maternitate”⁠(d)                                                     | 1967                         | CS-A-md-002   | Încarcă foto            |
| Zaim                                                     | str. Pietre Vechi nr. 2 | Statuia lui Alexei Mateevici⁠(d)                                                             | 1990                         | CS-A-mc-003   | Încarcă foto            |
| Raionul Criuleni                                         | |                                                                                             |                              |               |                         |
| Criuleni                                                 | bd. Mihai Eminescu nr. 1 | Statuia lui Mihai Eminescu⁠(d)                                                               | 1992                         | CR-A-mc-001   | galerie \| Încarcă foto |
| Mașcăuți                                                 | la intrarea în sat dinspre râul Răut | Compoziția sculpturală „Mașcăuți 1436”⁠(d)                                                   | 1986                         | CR-A-mc-002   | Încarcă foto            |
| Raionul Drochia                                          | |                                                                                             |                              |               |                         |
| Drochia                                                  | bd. Independenței (lângă liceu) | Statuia lui Mihai Eminescu⁠(d)                                                               | 1993                         | DR-A-mc-001   | galerie \| Încarcă foto |
| Gribova                                                  | în curtea Casei-muzeu „Nicolae Gribov” | Bustul lui Nicolae Gribov⁠(d)                                                                | 1983                         | DR-A-mc-002   | Încarcă foto            |
| Țarigrad                                                 | lângă clădirea primăriei | Statuia lui Boris Glavan⁠(d)                                                                 | 1970                         | DR-A-mc-003   | Încarcă foto            |
| Raionul Edineț                                           | |                                                                                             |                              |               |                         |
| Parcova                                                  | lângă clădirea primăriei | Compoziția sculpturală „Mihai Eminescu”⁠(d)                                                  | 1992                         | ED-A-mc-001   | Încarcă foto            |
| Parcova                                                  | lângă Casa de cultură | Compoziția sculpturală „Parcova 535 de ani”⁠(d)                                              | 1987                         | ED-A-mc-002   | Încarcă foto            |
| Raionul Fălești                                          | |                                                                                             |                              |               |                         |
| Fălești                                                  | str. Ștefan cel Mare nr. 48 (la intersecție cu str. Mihai Eminescu) | Bustul lui Mihai Eminescu⁠(d)                                                                | 1992                         | FL-A-mc-001   | galerie \| Încarcă foto |
| Raionul Florești                                         | |                                                                                             |                              |               |                         |
| Florești                                                 | str. Miron Costin nr. 1 | Bustul lui Miron Costin⁠(d)                                                                  | 1990                         | FR-A-mc-001   | galerie \| Încarcă foto |
| Ciutulești                                               | în curtea gimnaziului | Bustul lui Ion Creangă⁠(d)                                                                   | 1973                         | FR-A-mc-002   | Încarcă foto            |
| Ștefănești                                               | în curtea liceului | Bustul lui Mihai Eminescu⁠(d)                                                                | 1973                         | FR-A-mc-003   | galerie \| Încarcă foto |
| Ștefănești                                               | în curtea liceului | Bustul lui Ion Creangă⁠(d)                                                                   | 1973                         | FR-A-mc-004   | galerie \| Încarcă foto |
| Raionul Glodeni                                          | |                                                                                             |                              |               |                         |
| Glodeni                                                  | str. Suveranității nr. 2 (pe fațada laterală a clădirii) | Mozaicul „Fie soare întruna!”⁠(d)                                                            | 1972                         | GL-A-md-001   | Încarcă foto            |
| Raionul Ialoveni                                         | |                                                                                             |                              |               |                         |
| Ulmu                                                     | lângă Casa de cultură | Troiță⁠(d)                                                                                   | 1990                         | IL-A-mc-001   | Încarcă foto            |
| Raionul Nisporeni                                        | |                                                                                             |                              |               |                         |
| Iurceni                                                  | în curtea bisericii | Troiță⁠(d)                                                                                   | anii 1930                    | NS-A-mr-001   | Încarcă foto            |
| Zberoaia                                                 | în curtea Conacului familiei Gonata | Bustul lui Constantin Crăciunescu⁠(d)                                                        | 1905                         | NS-A-mc-002   | Încarcă foto            |
| Raionul Ocnița                                           | |                                                                                             |                              |               |                         |
| Ocnița                                                   | str. 50 de ani ai Biruinței | Bustul lui Constantin Stamati⁠(d)                                                            | 1957                         | OC-A-mc-001   | Încarcă foto            |
| Berezovca                                                | extravilan | Obeliscul „Locul decesului hatmanului polonez Stanislaw Zolkewsky”                          | sec. al XVIII-lea            | OC-A-mc-002   | galerie \| Încarcă foto |
| Raionul Orhei                                            | |                                                                                             |                              |               |                         |
| Orhei                                                    | bd. Mihai Eminescu nr. 2 | Statuia lui Vasile Lupu                                                                     | 1936                         | OR-A-mc-001   | galerie \| Încarcă foto |
| Orhei                                                    | str. Vasile Mahu nr. 154 | Bustul lui Alexandr Pușkin⁠(d)                                                               | 1985                         | OR-A-mc-002   | galerie \| Încarcă foto |
| Donici                                                   | în curtea Casei-muzeu „A. Donici” | Bustul lui Alexandru Donici⁠(d)                                                              | 1976                         | OR-A-mc-003   | galerie \| Încarcă foto |
| Piatra                                                   | în curtea Conacului familiei Lazo | Bustul lui Serghei Lazo⁠(d)                                                                  | 1966                         | OR-A-mc-004   | Încarcă foto            |
| Raionul Rezina                                           | |                                                                                             |                              |               |                         |
| Rezina                                                   | str. Mihai Eminescu nr. 1 | Bustul lui Mihai Eminescu⁠(d)                                                                | 1990                         | RZ-A-mc-001   | Încarcă foto            |
| Raionul Rîșcani                                          | |                                                                                             |                              |               |                         |
| Costești                                                 | str. Prieteniei nr. 2 (pe fațada clădirii) | Mozaicul „Moldovenii”⁠(d)                                                                    | 1974                         | RS-A-md-001   | Încarcă foto            |
| Raionul Sîngerei                                         | |                                                                                             |                              |               |                         |
| Sîngerei                                                 | str. Independenței nr. 111 | Bustul lui Serghei Lazo⁠(d)                                                                  | 1970                         | SG-A-mc-001   | galerie \| Încarcă foto |
| Chișcăreni                                               | în scuarul de lângă spital | Bustul lui Serghei Lazo⁠(d)                                                                  | 1957                         | SG-A-mc-002   | galerie \| Încarcă foto |
| Raionul Soroca                                           | |                                                                                             |                              |               |                         |
| Soroca                                                   | str. Mihai Eminescu (lângă scuarul „Ion Creangă”) | Stela „Locul traversării Nistrului de trupele lui Petru I în anul 1711”⁠(d)                  | 1973                         | SR-A-mc-001   | galerie \| Încarcă foto |
| Soroca                                                   | extravilan | Compoziția „Badea Mior – Lumînarea Recunoștinței”                                           | 2004                         | SR-A-mc-002   | galerie \| Încarcă foto |
| Raionul Strășeni                                         | |                                                                                             |                              |               |                         |
| Dolna                                                    | str. Zamfirache Ralli nr. 1 | Statuia lui Alexandr Pușkin⁠(d)                                                              | 1972                         | ST-A-mc-001   | galerie \| Încarcă foto |
| Raionul Ștefan Vodă                                      | |                                                                                             |                              |               |                         |
| Ștefan Vodă                                              | str. Libertății nr. 8A (lângă clădirea primăriei) | Bustul lui Alexandr Suvorov⁠(d)                                                              | 1980                         | SV-A-mc-001   | Încarcă foto            |
| Ermoclia                                                 | str. Mihai Eminescu | Semnul comemorativ „Victimelor foametei din 1946–1947”⁠(d)                                   | 1987                         | SV-A-mc-002   | Încarcă foto            |
| Volintiri                                                | str. Maria Bieșu (lângă Casa de cultură) | Bustul lui Alexandr Suvorov⁠(d)                                                              | 1969                         | SV-A-mc-003   | Încarcă foto            |
| Raionul Taraclia                                         | |                                                                                             |                              |               |                         |
| Taraclia                                                 | str. Lenin | Bustul lui Olimpii Panov⁠(d)                                                                 | 1988                         | TR-A-mc-001   | Încarcă foto            |
| Tvardița                                                 | în parcul central | Obeliscul „Tvardița 100 de ani, 1830–1930”⁠(d)                                               | 1930                         | TR-A-mc-002   | Încarcă foto            |
| Raionul Telenești                                        | |                                                                                             |                              |               |                         |
| Telenești                                                | str. 31 August 1989 | Bustul lui Mihai Eminescu⁠(d)                                                                | 1989                         | TL-A-mc-001   | Încarcă foto            |
| Raionul Ungheni                                          | |                                                                                             |                              |               |                         |
| Ungheni                                                  | str. Oleg Ungureanu nr. 2 (pe fațada edificiului fabricii de covoare) | Mozaicul „Covorul vieții”                                                                   | 1984                         | UN-A-md-001   | galerie \| Încarcă foto |
| Rădenii Vechi                                            | extravilan | Obeliscul principelui Grigorii Potiomkin de Taurida                                         | 1791                         | UN-A-mc-002   | Încarcă foto            |
| Unitatea teritorial-administrativă Găgăuzia              | |                                                                                             |                              |               |                         |
| Ceadîr-Lunga                                             | str. Lenin (lângă Casa de cultură) | Bustul lui Mihail Ceachir⁠(d)                                                                | 1992                         | GE-A-mc-001   | galerie \| Încarcă foto |
| Vulcănești                                               | extravilan | Coloana „Bătălia de la Cahul 1770”                                                          | 1849                         | GE-A-mc-002   | galerie \| Încarcă foto |
| Vulcănești                                               | extravilan | Obeliscul contelui Semion Voronțov                                                          | 1849                         | GE-A-mc-003   | galerie \| Încarcă foto |
| Unitățile administrativ-teritoriale din Stînga Nistrului | |                                                                                             |                              |               |                         |
| Municipiul Tiraspol                                      | |                                                                                             |                              |               |                         |
| Tiraspol                                                 | str. 25 Octombrie (în scuar) | Statuia ecvestră a lui Alexandr Suvorov                                                     | 1979                         | TS-A-mc-001   | galerie \| Încarcă foto |
| Tiraspol                                                 | str. 25 Octombrie (lângă gimnaziu) | Bustul lui Nikolai Zelinski⁠(d)                                                              | 1981                         | TS-A-mc-002   | galerie \| Încarcă foto |
| Tiraspol                                                 | str. Fedko | Bustul lui Vladimir Raevski⁠(d)                                                              | 1975                         | TS-A-mc-003   | Încarcă foto            |
| Tiraspol                                                 | bd. Iuri Gagarin | Bustul lui Iuri Gagarin⁠(d)                                                                  | 1979                         | TS-A-mc-004   | galerie \| Încarcă foto |
| Tiraspol                                                 | str. Sovetskaia nr. 14 (lângă Colegiul agrar) | Bustul lui Mihail Frunze⁠(d)                                                                 | anii 1960                    | TS-A-mc-005   | Încarcă foto            |
| Tiraspol                                                 | str. Sverdlov nr. 78 | Statuia lui Alexandr Pușkin⁠(d)                                                              | 1990                         | TS-A-mc-006   | galerie \| Încarcă foto |
| Raionul Rîbnița                                          | |                                                                                             |                              |               |                         |
| Rîbnița                                                  | pe fațada Palatului de cultură | Mozaic⁠(d)                                                                                   | 1971                         | RB-A-mc-001   | Încarcă foto            |
| Mocra                                                    | în centrul satului | Bustul lui Fiodor Antoseac⁠(d)                                                               | 1977                         | RB-A-mc-002   | Încarcă foto            |
| Mocra                                                    | pe fațada Casei de cultură | Mozaicul „Deșteptare”⁠(d)                                                                    | 1974                         | RB-A-md-003   | Încarcă foto            |
| Ofatinți                                                 | în centrul satului | Bustul lui Anton Rubinștein⁠(d)                                                              | 1972                         | RB-A-mc-004   | Încarcă foto            |
| Raionul Slobozia                                         | |                                                                                             |                              |               |                         |
| Dnestrovsc                                               | bd. Energeticienilor | Compoziția sculpturală „Prometeu”⁠(d)                                                        | 1964                         | SL-A-md-001   | Încarcă foto            |